# Écurey-en-Verdunois
Écurey-en-Verdunois is een gemeente in het Franse departement Meuse (regio Grand Est) en telt 133 inwoners (2004).
De plaats maakt deel uit van het kanton Montmédy in het arrondissement Verdun. Tot 1 januari 2015 was het deel van het kanton Damvillers, dat op die dag werd opgeheven.

## Geografie
De oppervlakte van Écurey-en-Verdunois bedraagt 6,8 km², de bevolkingsdichtheid is 19,6 inwoners per km².
De onderstaande kaart toont de ligging van Écurey-en-Verdunois met de belangrijkste infrastructuur en aangrenzende gemeenten.

## Demografie
Onderstaande figuur toont het verloop van het inwonertal (bron: INSEE-tellingen).

Avioth · Azannes-et-Soumazannes · Bazeilles-sur-Othain · Brandeville · Bréhéville · Breux · Chaumont-devant-Damvillers · Chauvency-le-Château · Chauvency-Saint-Hubert · Damvillers · Delut · Dombras · Écouviez · Écurey-en-Verdunois · Étraye · Flassigny · Gremilly · Han-lès-Juvigny · Iré-le-Sec · Jametz · Juvigny-sur-Loison · Lissey · Louppy-sur-Loison · Merles-sur-Loison · Moirey-Flabas-Crépion · Marville · Montmédy · Peuvillers · Quincy-Landzécourt · Remoiville · Réville-aux-Bois · Romagne-sous-les-Côtes · Rupt-sur-Othain · Thonne-la-Long · Thonne-le-Thil · Thonne-les-Près · Thonnelle · Velosnes · Verneuil-Grand · Verneuil-Petit · Vigneul-sous-Montmédy · Villécloye · Ville-devant-Chaumont · Vittarville · Wavrille
1. ↑  Populations de référence 2022.